# Seán MacEntee

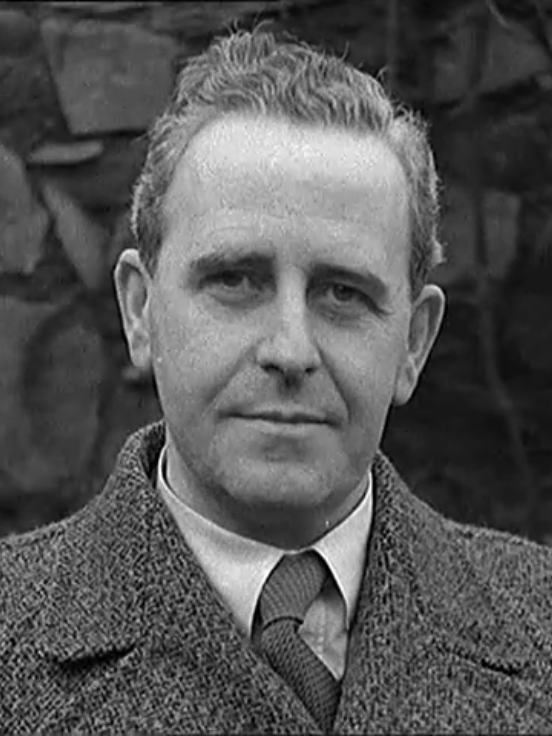
Seán MacEntee (1933)

Seán MacEntee (irisch Seán Mac an tSaoi) (* 22. August 1889 in Belfast; † 9. Januar 1984 in Dublin) war ein irischer Politiker der Fianna Fáil, stellvertretender Premierminister (Tánaiste) sowie langjähriger Minister.

## Biografie
MacEntee begann seine politische Laufbahn als Mitglied der Irish Republican Army (IRA) während des Osteraufstandes 1916 und gehörte der IRA bis 1921 an. Zugleich war er zwischen 1917 und 1921 auch Mitglied des Nationalen Exekutivkomitees der Irish Volunteers.
1918 wurde er erstmals zum Abgeordneten des Unterhauses (Dáil Éireann) als Vertreter der Sinn Féin gewählt und gehörte als solcher 1921 zu den Abgeordneten, die gegen den Anglo-Irischen Vertrag von 1921 stimmten, der den Irischen Unabhängigkeitskrieg und die Entstehung des irischen Freistaates besiegelte. Obwohl er trotz seines revolutionären Hintergrunds zweifelsfrei überzeugter Anhänger der Republik war, vertrat er die Ansicht, dass die Vereinigung mit Nordirland nur durch den Gewinn des Vertrauens der Ulster Unionists zu erreichen war.
1927 gehörte er zu den Mitbegründern der Fianna Fáil, der größten irischen politischen Partei.
Im März 1932 wurde er von Premierminister (Taoiseach) Éamon de Valera als Finanzminister erstmals in eine Regierung berufen und gehörte in den folgenden Jahren bis 1965 allen von der Fianna Fáil gebildeten Regierungen an. Im Rahmen einer Regierungsumbildung verließ er im September 1939 das Finanzministerium und wurde zum Minister für Industrie und Handel berufen. Anschließend war er von August 1941 bis zur Wahlniederlage der Fianna Fáil im Februar 1948 Minister für Lokale Verwaltung.
Nach dem Wahlsieg seiner Partei gehörte er der Regierung de Valeras zwischen Juni 1951 und Juni 1954 erneut als Finanzminister an. Nach der dreijährigen Regierung der Fine Gael unter Premierminister John A. Costello wurde er von Premierminister de Valera im März 1957 zum Gesundheitsminister berufen und übte dieses Amt bis April 1965 aus. Zugleich war er von November 1957 bis Oktober 1961 Minister für soziale Wohlfahrt. Als Seán Lemass am 23. Juni 1959 Nachfolger de Valeras als Premierminister wurde, übernahm MacEntee von Lemass das Amt des stellvertretenden Premierministers (Tánaiste).
Am 21. April 1965 schied MacEntee nach 27-jähriger Tätigkeit als Minister aus dem Kabinett aus und wurde vom langjährigen Außenminister Frank Aiken als Vizepremierminister abgelöst. Er war damit der letzte lebende Politiker, der noch aktiv am Osteraufstand von 1916 teilgenommen hatte.